# Ben Sluijs
Ben Sluijs (* 6. März 1967 in Antwerpen) ist ein belgischer Jazzmusiker (Altsaxophon, Flöte).
Nach fünf Jahren klassischer Musikausbildung studierte er vier Jahre am Jazz-Studio in Antwerpen bei John Ruocco und am Konservatorium in Brüssel bei Steve Houben. Danach spielte er u. a. in der Band „Octurn“ (Album „Chromatic History“ 1996), im „Brussels Jazz Orchestra“, der B.R.T. Big Band und mit Philip Catherine, Joe Lovano, Bert Joris, Ivan Paduart sowie Myriam Alter. Er spielt mit eigenem Quartett mit Nathalie Loriers bzw. Vermeulen am Klavier, Eric Thielemans am Schlagzeug, ab 2003 ohne Klavier mit dem Tenorsaxophonisten Jeroen Van Herzeele, mit dem er schon in Octurn spielte, und im Duo mit dem Pianisten Erik Vermeulen. Er ist u. a. auf dem Montreal Jazz Festival und dem North Sea Jazz Festival aufgetreten.
1999 erhielt er den "Antoon Van Dijck"-Preis der Stadt Antwerpen.